# 1. česká hokejová liga 2004/2005
1. česká hokejová liga 2004/2005 byla 12. ročníkem druhé nejvyšší české hokejové soutěže.

## Fakta
- 12. ročník samostatné druhé nejvyšší české hokejové soutěže
- V prolínací extraligové kvalifikaci uspěl HC České Budějovice (vítěz 1. ligy) proti HC Dukla Jihlava (sestupující z extraligy) - 4:1 na zápasy
- V prolínací baráži o 1. hokejovou ligu týmy HC Slezan Opava a IHC Písek neuspěly a sestoupily do 2. ligy. Do dalšího ročníku 1. ligy postoupil KLH Vajgar Jindřichův Hradec a HK Jestřábi Prostějov.

### Systém soutěže
Všech 14 týmů se nejprve utkalo v základní části čtyřkolově každý s každým. Osm nejlepších týmů postoupilo do play-off, které se hrálo na 3 vítězné zápasy. Vítěz finále play off postoupil do baráže o extraligu s nejhorším extraligovým celkem.
Týmy, které skončily na 13. a 14. místě musely svoji prvoligovou příslušnost hájit v pětičlenné baráži o první ligu, do které postoupily nejlepší tři týmy 2. ligy.

## Konečná tabulka
| Vysvětlivka                   |
| ----------------------------- |
| Postup do čtvrtfinále playoff |
| Sezóna pro daný tým skončila  |
| Účastník baráže o 1. ligu     |

| Poř. | Tým                      | Z  | V  | VP | R | PP | P  | Skóre   | B   |
| ---- | ------------------------ | -- | -- | -- | - | -- | -- | ------- | --- |
| 1.   | HC České Budějovice      | 52 | 44 | 0  | 1 | 1  | 6  | 226:79  | 134 |
| 2.   | HC Slovan Ústečtí Lvi    | 52 | 38 | 1  | 3 | 2  | 8  | 182:82  | 121 |
| 3.   | HC VČE Hradec Králové    | 52 | 25 | 2  | 4 | 5  | 16 | 161:146 | 88  |
| 4.   | BK Mladá Boleslav        | 52 | 22 | 5  | 8 | 3  | 14 | 156:128 | 87  |
| 5.   | HC Berounští Medvědi     | 52 | 25 | 2  | 4 | 2  | 19 | 121:101 | 85  |
| 6.   | KLH Chomutov             | 52 | 23 | 1  | 7 | 4  | 17 | 184:146 | 82  |
| 7.   | HC Kometa Brno           | 52 | 23 | 3  | 1 | 0  | 25 | 141:135 | 76  |
| 8.   | HC Sareza Ostrava        | 52 | 21 | 2  | 3 | 1  | 25 | 145:159 | 71  |
| 9.   | SK Kadaň                 | 52 | 15 | 5  | 6 | 3  | 23 | 130:151 | 64  |
| 10.  | HC Havířov Panthers      | 52 | 14 | 7  | 2 | 2  | 27 | 123:171 | 60  |
| 11.  | HC Olomouc               | 52 | 17 | 1  | 4 | 0  | 30 | 120:174 | 57  |
| 12.  | SK Horácká Slavia Třebíč | 52 | 14 | 1  | 2 | 6  | 29 | 109:169 | 52  |
| 13.  | HC Slezan Opava          | 52 | 13 | 2  | 2 | 5  | 30 | 105:177 | 50  |
| 14.  | IHC Písek                | 52 | 10 | 3  | 3 | 1  | 35 | 108:193 | 40  |

## Hráčské statistiky základní části

### Kanadské bodování
Toto je konečné pořadí hráčů podle dosažených bodů. Za jeden vstřelený gól nebo přihrávku na gól hráč získal jeden bod.
| Poř. | Hráč               | Tým                   | Z  | G  | A  | B  | TM | +/- |
| ---- | ------------------ | --------------------- | -- | -- | -- | -- | -- | --- |
| 1.   | Václav Prospal     | HC České Budějovice   | 39 | 28 | 60 | 88 | 82 | 57  |
| 2.   | Radek Dvořák       | HC České Budějovice   | 32 | 23 | 35 | 58 | 18 | 50  |
| 3.   | Tomáš Martinec     | HC VČE Hradec Králové | 52 | 29 | 24 | 53 | 42 | 14  |
| 4.   | Radoslav Kropáč    | HC České Budějovice   | 51 | 18 | 27 | 45 | 36 | 35  |
| 5.   | Jaroslav Roubík    | HC VČE Hradec Králové | 45 | 12 | 32 | 44 | 37 | 5   |
| 6.   | Michal Černý       | HC Kometa Brno        | 52 | 21 | 22 | 43 | 48 | 17  |
| 7.   | Ladislav Slížek    | HC Berounští Medvědi  | 51 | 14 | 29 | 43 | 76 | 18  |
| 8.   | Petr Jíra          | KLH Chomutov          | 48 | 20 | 22 | 42 | 38 | 12  |
| 9.   | Tomáš Hradecký     | BK Mladá Boleslav     | 49 | 17 | 23 | 40 | 16 | 12  |
| 10.  | Stanislav Mikšovic | KLH Chomutov          | 45 | 17 | 21 | 38 | 75 | 6   |

### Hodnocení brankářů
Toto je konečné pořadí nejlepších deset brankářů.
| Poř. | Hráč             | Tým                      | Z  | MIN  | OG  | PZ   | PS   | POG  | Úsp%  |
| ---- | ---------------- | ------------------------ | -- | ---- | --- | ---- | ---- | ---- | ----- |
| 1.   | Jan Chábera      | HC České Budějovice      | 35 | 2045 | 50  | 724  | 774  | 1.47 | 93.54 |
| 2.   | Miroslav Kopřiva | HC Berounští Medvědi     | 31 | 1841 | 59  | 839  | 898  | 1.92 | 93.43 |
| 3.   | Lukáš Sáblík     | HC Slovan Ústečtí Lvi    | 43 | 2516 | 63  | 886  | 949  | 1.50 | 93.36 |
| 4.   | Alexandr Hylák   | HC VČE Hradec Králové    | 49 | 2866 | 128 | 1495 | 1623 | 2.68 | 92.11 |
| 5.   | Robert Hamrla    | HC Sareza Ostrava        | 29 | 1555 | 68  | 775  | 843  | 2.62 | 91.93 |
| 6.   | Jaroslav Hübl    | SK Kadaň                 | 23 | 1236 | 53  | 600  | 653  | 2.57 | 91.88 |
| 7.   | Luboš Horčička   | KLH Chomutov             | 41 | 2365 | 98  | 1098 | 1196 | 2.49 | 91.81 |
| 8.   | Petr Jež         | SK Kadaň                 | 35 | 1840 | 83  | 908  | 991  | 2.71 | 91.62 |
| 9.   | Filip Luňák      | SK Horácká Slavia Třebíč | 34 | 1803 | 80  | 860  | 940  | 2.66 | 91.49 |
| 10.  | Pavel Maláč      | HC Kometa Brno           | 44 | 2451 | 107 | 1143 | 1250 | 2.62 | 91.44 |

## Vyřazovací boje
|  | Čtvrtfinále           | Čtvrtfinále           |                       |   | Semifinále | Semifinále |  |  | Finále | Finále |
|  |                       |                       |                       |   |            |            |  |  |        |        |
|  |                       |                       |                       |   |            |            |  |  |        |        |
|  | HC České Budějovice   | 3                     |                       |   |            |            |  |  |        |        |
|  | HC České Budějovice   | 3                     |                       |   |            |            |  |  |        |        |
|  | HC Sareza Ostrava     | 0                     |                       |   |            |            |  |  |        |        |
|  | HC Sareza Ostrava     | 0                     | HC České Budějovice   | 3 |            |            |  |  |        |        |
|  |                       |                       | HC České Budějovice   | 3 |            |            |  |  |        |        |
|  |                       | KLH Chomutov          | 2                     |   |            |            |  |  |        |        |
|  | HC VČE Hradec Králové | KLH Chomutov          | 2                     | 2 |            |            |  |  |        |        |
|  | HC VČE Hradec Králové |                       |                       | 2 |            |            |  |  |        |        |
|  | KLH Chomutov          | 3                     |                       |   |            |            |  |  |        |        |
|  | KLH Chomutov          | 3                     | HC České Budějovice   | 3 |            |            |  |  |        |        |
|  |                       |                       | HC České Budějovice   | 3 |            |            |  |  |        |        |
|  |                       | HC Slovan Ústečtí Lvi | 0                     |   |            |            |  |  |        |        |
|  | HC Slovan Ústečtí Lvi | HC Slovan Ústečtí Lvi | 0                     | 3 |            |            |  |  |        |        |
|  | HC Slovan Ústečtí Lvi |                       |                       | 3 |            |            |  |  |        |        |
|  | HC Kometa Brno        | 0                     |                       |   |            |            |  |  |        |        |
|  | HC Kometa Brno        | 0                     | HC Slovan Ústečtí Lvi | 3 |            |            |  |  |        |        |
|  |                       |                       | HC Slovan Ústečtí Lvi | 3 |            |            |  |  |        |        |
|  |                       | BK Mladá Boleslav     | 1                     |   |            |            |  |  |        |        |
|  | BK Mladá Boleslav     | BK Mladá Boleslav     | 1                     | 3 |            |            |  |  |        |        |
|  | BK Mladá Boleslav     |                       |                       | 3 |            |            |  |  |        |        |
|  | HC Berounští Medvědi  | 0                     |                       |   |            |            |  |  |        |        |
|  | HC Berounští Medvědi  | 0                     |                       |   |            |            |  |  |        |        |

## Čtvrtfinále
- HC České Budějovice - HC Sareza Ostrava 3:0 (6:0, 4:0, 3:2)
- HC Slovan Ústečtí Lvi - HC Kometa Brno 3:0 (3:1, 6:2, 4:2)
- HC VČE Hradec Králové - KLH Chomutov 2:3 (4:2, 3:2 P, 3:4 P, 1:4, 3:5)
- BK Mladá Boleslav - HC Berounští Medvědi 3:0 (3:2, 2:0, 4:2)

## Semifinále
- HC České Budějovice - KLH Chomutov 3:2 (2:1 SN, 2:3, 2:3 P, 3:2 P, 3:2 P)
- HC Slovan Ústečtí Lvi - BK Mladá Boleslav 3:1 (3:2, 5:1, 1:2, 5:2)

## Finále
- HC České Budějovice - HC Slovan Ústečtí Lvi 3:0 (2:1, 3:0, 3:0)

České Budějovice postoupily do baráže o extraligu, kde porazily tým HC Dukla Jihlava 4:1 na zápasy.

## Baráž o 1. ligu
| Poř. | Tým                          | Z | V | VP | R | PP | P | Skóre | B  |
| ---- | ---------------------------- | - | - | -- | - | -- | - | ----- | -- |
| 1    | KLH Vajgar Jindřichův Hradec | 7 | 5 | 1  | 0 | 0  | 1 | 20:11 | 17 |
| 2    | HK Jestřábi Prostějov        | 8 | 5 | 1  | 0 | 0  | 2 | 16:11 | 17 |
| 3    | HC Rebel Havlíčkův Brod      | 7 | 4 | 0  | 0 | 0  | 3 | 16:12 | 12 |
| 4    | IHC Písek                    | 7 | 2 | 0  | 0 | 2  | 3 | 13:18 | 8  |
| 5    | HC Slezan Opava              | 7 | 0 | 0  | 0 | 0  | 7 | 11:24 | 0  |

Poslední kolo se již nedohrávalo, neboť již bylo jasno o obou postupujících.
Týmy HC Slezan Opava a IHC Písek neuspěly a sestoupily do 2. ligy. Do dalšího ročníku 1. ligy postoupil KLH Vajgar Jindřichův Hradec a LHK Jestřábi Prostějov.